# 우리 연애의 이력
"우리 연애의 이력"은 2016년에 개봉한 대한민국의 영화이다.

## 캐스팅
- 전혜빈 : 우연이 역
- 신민철 : 오선재 역
- 이지훈 : 구수한 역
- 황금희 : 유민주 역
- 황승언 : 하이린 역
- 변수미 : 이미지 역
- 예수정 : 강경순 역
- 방은희 : 김이경 역
- 장혁진 : 문대표 역
- 박충선 : 성감독 역
- 황미영 : 나피디 역
- 남태부 : 용수 역
- 강숙 : 홍대표 역
- 여회현 : 영달 역
- 김상일 : Y영화사감독 역
- 박우식 : 원장 역
- 박진영 : 동사무소직원 역
- 이종선 : 저작권협회직원 역
- 김유라 : 리포터 역
- 신기원 : 카메라맨 역
- 문웅기 : 하이린매니저 역
- 양종곤 : 양피디 역
- 방유설 : 어린연이 역
- 신희철 : 법원공익 역
- 박명희 : 간호사 역
- 노익현 : 성감독조감독 역
- 이정은 : 고기집알바/라디오DJ 역
- 이강우 : 카메라조수 역
- 박순혁 : 미지남자친구 역
- 이승진 : 헬스트레이너 역
- 손정우, 김승경 : 오디션심사위원 역
- 백찬우 : 오디션카메라맨 역
- 류시문, 이근원 : 오디션조명팀 역
- 구성근, 박솔희, 박지영, 김태훈 : 오디션스탭 역
- 이용수, 김희성, 도호현, 채조은 : 영화현장스탭 역
- 김태린 : 법원어린아이 역
- 조현정, 신예니, 최지윤 : 오디션여배우들 역
- 이지원 : 학원여학생1 역
- 이지영 : 학원여학생2 역
- 김효신 : 학원여학생3 역
- 김미송, 박주영, 이동준, 이상준, 김태형 : 호숫가 아이들 역
- 황영희 : 슈퍼아줌마 역 (특별출연)
- 오윤홍 : 연이엄마 역 (특별출연)